# Ettore Majorana
Ettore Majorana, född 5 augusti 1906 i Catania, Sicilien, död 27 mars 1938 (förmodat datum), var en italiensk fysiker. 
Ettore Majorana, som var elev till Enrico Fermi, bildade med denne och några andra fysiker i Rom gruppen I Ragazzi di Via Panisperna (”Pojkarna vid Via Panisperna”); deras laboratorium låg på Via Panisperna på Viminalen. Majorana specialiserade sig i atomspektroskopi och utarbetade en teori om hur olika energier kan ge stabilitet åt atomen. Han studerade också neutrinomassor. Den typ av elementarpartiklar med spinn 1/2 som är sina egna antipartiklar kallas idag på grund av detta arbete Majoranapartiklar. De beskrivs kvantmekaniskt av vågfunktioner kallade Majoranaspinorer, analoga till de Diracspinorer som ingår i Diracekvationen.
Majorana försvann under oklara omständigheter vid en båttur på Tyrrenska havet mellan Neapel och Palermo. Kollegor som Emilio Segrè trodde att han begick självmord, men andra tror att han försvann för att gömma sig.
Sven Stolpe har beskrivit hur han mötte Majorana i Rom.